# From Beer to Eternity
From Beer to Eternity es un álbum de estudio de la agrupación de metal industrial estadounidense Ministry, publicado el 6 de septiembre de 2013 por 13th Planet Records. Debido al fallecimiento del guitarrista Mike Scaccia en diciembre de 2012, el líder de la banda Al Jourgensen decidió poner fin a Ministry una vez más, haciendo de From Beer to Eternity su álbum de estudio final. A pesar de esto la banda ha dado conciertos en los últimos años e incluso Jourgensen ha manifestado que podría haber más discos de estudio de Ministry en el futuro.

## Lista de canciones
Todas las letras escritas por Al Jourgensen.
| N.º | Título                                         | Escritor(es)                     | Duración |  |
| 1.  | «Hail to His Majesty (Peasants)»               | Al Jourgensen, Sin Quirin        | 5:17     |  |
| 2.  | «Punch in the Face»                            | Jourgensen, Quirin               | 5:00     |  |
| 3.  | «PermaWar»                                     | Jourgensen, Quirin, Mike Scaccia | 4:56     |  |
| 4.  | «Perfect Storm»                                | Jourgensen, Quirin               | 4:56     |  |
| 5.  | «Fairly Unbalanced»                            | Jourgensen, Quirin               | 4:15     |  |
| 6.  | «The Horror»                                   | Jourgensen, Sammy D'Ambruoso     | 3:33     |  |
| 7.  | «Side F/X Include Mikey's Middle Finger (TV4)» | Jourgensen, Scaccia              | 5:14     |  |
| 8.  | «Lesson Unlearned»                             | Jourgensen, Quirin, Scaccia      | 3:16     |  |
| 9.  | «Thanx but No Thanx»                           | Jourgensen                       | 8:21     |  |
| 10. | «Change of Luck»                               | Jourgensen, Quirin, Scaccia      | 7:16     |  |
| 11. | «Enjoy the Quiet»                              | Jourgensen, Quirin               | 2:39     |  |

## Personal
- Al Jourgensen – voz (1-5, 7-10, 12-14), guitarras (1, 3, 8-10, 12, 13), teclados (1, 3, 10, 12), armónica (3, 12), programación (6), bajo (9, 13), producción, mezcla
- Mike Scaccia – guitarras (3, 7, 8-10, 12), bajo (3, 12, 13)
- Sin Quirin – guitarras (1-5, 8, 10, 12, 14), teclados (1, 2, 14), sintetizador (2, 10, 14), bajo (2, 14), batería (10)
- Tony Campos – bajo (1, 4, 5, 7, 8, 10)
- Aaron Rossi – batería (2, 8, 14)